# Stephen Gosson
Stephen Gosson (avril 1554 – 13 février 1624) était un écrivain satirique anglais.
Il fut baptisé à l'église St George de Canterbury le 17 avril 1554. Il entra au Corpus Christi College d'Oxford en 1572, et il se rendit à Londres quand il quitta l'université en 1576. En 1598, Francis Meres le mentionne dans son Palladis Tamia avec Sir Philip Sidney, Edmund Spenser, Abraham Fraunce et d'autres, comme étant les meilleurs pour les « pastorales ». On ne connaît pourtant aucune pastorale de Gosson. On dit qu'il fut un acteur, et, de son propre aveu, il a écrit des pièces de théâtre, comme Catiline's Conspiracies (« les Conspirations de Catalina ») et de Pig of mine own Sowe (« Cochon de ma propre truie »). À cause de leurs principes moraux, il exclut de telles pièces de la condamnation générale des pièces de théâtre qu'il expose dans son Schoole of Abuse, containing a pleasant invective against Poets, Pipers, Plaiers, Jesters and such like Caterpillars of the Commonwealth (« L'École des abus, contenant une plaisante invective contre les poètes, les joueurs de flûte, les acteurs, les bouffons et toutes ces chenilles du Commonwealth ») (1579).
Le style euphémique de son pamphlet et l'étalage ostentatoire de son érudition étaient dans le goût du temps, et n'impliquent pas nécessairement un manque de sincérité. Gosson justifie son attaque par le désordre que l'amour du mélodrame et de la comédie vulgaire provoquait dans la vie sociale londonienne. Il n'y avait pas que les extrémistes comme Gosson qui reconnurent ces abus. Spenser, dans son Teares of the Muses (« Larmes des Muses ») (1591), déplore les mêmes maux, mais seulement en termes généraux. Le texte de Schoole of Abuse est dédié à Sir Philip Sidney, qui sembla naturellement ne pas apprécier être lié à un pamphlet, qui débute par une dénonciation générale des poètes, car Spenser, écrivant à Gabriel Harvey le 16 octobre 1579 au sujet de la dédicace, dit que l'auteur « était méprisé pour son œuvre ». Gosson dédicaça cependant un second tract, The Ephemerides of Phialo ... and A Short Apologie of the Schoole of Abuse, à Sidney le 28 octobre 1579.
L'abus des poètes de Gosson semble avoir eu une large part dans l'instigation de Sidney à écrire son Apologie for Poetrie, qui date probablement de 1581. Après la publication de Schoole of Abuse, Gosson se retira à la campagne, où il servit de tuteur aux fils d'un gentleman (Plays Confuted. "To the Reader," 1582). Anthony Wood place cela plus tôt et attribue indirectement la fin de son tutorat à son animosité contre le théâtre, qui apparemment agaçait son patron. La publication de sa polémique provoqua de nombreuses ripostes, la plus remarquable étant  Defence of Playes (1580) de Thomas Lodge. Les acteurs répliquèrent eux-mêmes en reprenant les propres pièces de Gosson. Gosson répondit à ses divers opposants en 1582 avec son Playes Confuted in Five Actions, dédié à Sir Francis Walsingham. Entretemps, il était entré dans les ordres, et fut nommé enseignant à l'église paroissiale de Stepney en 1585. Il fut présenté par la reine au presbytère de Great Wigborough dans l'Essex, place qu'il échangea en 1600 pour celle de St Botolph à Bishopsgate. Pleasant Quippes for Upstart New-fangled Gentlewomen (« Plaisantes railleries aux femmes du monde tout nouvellement parvenues ») (1595), un poème vulgaire et satirique, lui est aussi attribué.
Le Schoole of Abuse et Apologie furent publiés en 1868 par Edward Arber dans son English Reprints. Deux poèmes de Gosson y sont inclus.